# Alessandro Franchi
Alessandro Franchi (Roma, 25 giugno 1819 – Roma, 31 luglio 1878) è stato un cardinale e arcivescovo cattolico italiano.

## Biografia
Figlio di un notaio, studiò al Seminario Romano dove conseguì il dottorato in teologia nel 1841. Alla Sapienza conseguì la laurea in utroque iure.
Fu ordinato sacerdote il 16 marzo 1842. Franchi entrò per le proprie capacità nelle grazie del Cardinal Segretario di Stato Lambruschini.
Nel 1848, nell'ambito della Prima guerra di indipendenza italiana, gli fu affidata la delicata missione diplomatica di recarsi presso l'imperatore Ferdinando I d'Austria, al fine di convincerlo, invano, ad accettare la rinuncia ai territori asburgici in Italia.
Nel 1853 fu inviato a Madrid quale incaricato d'affari ad interim. Il 19 giugno 1856 fu nominato arcivescovo titolare di Tessalonica e ricevette la consacrazione episcopale il 6 luglio dello stesso anno da papa Pio IX.
Contemporaneamente ebbe l'incarico di nunzio apostolico a Firenze (allora capitale del Granducato di Toscana), dove giocherà un grande ruolo nell'opporsi alla politica di unificazione italiana perseguita da Camillo Benso, conte di Cavour. Dopo la cacciata del Granduca Ferdinando IV e l'annessione della Toscana al Regno di Sardegna nel 1859, Franchi torna a Roma dove è nominato Segretario per gli Affari Ecclesiastici.
Nel 1868 è inviato per la seconda volta a Madrid come nunzio apostolico, ma già l'anno successivo deve essere richiamato per la cacciata della Isabella a seguito della rivoluzione del 1868. Partecipa ai lavori preparatori del Concilio Vaticano I. Quando a seguito della proclamazione in concilio dell'Infallibilità papale si apre uno scisma nella chiesa armena, Franchi è inviato a Costantinopoli per guadagnare il Sultano alle posizioni del Vaticano e garantire il riconoscimento al patriarca "infallibilista" Hassoun. Grazie alle trattative con il Gran Visir ottiene il suo scopo, ma la morte di quest'ultimo impedisce l'applicazione degli accordi raggiunti.
Franchi è creato cardinale nel concistoro del 22 dicembre 1873 e il 16 gennaio 1874 ricevette il titolo di Santa Maria in Trastevere. L'anno successivo fu nominato Prefetto di Propaganda Fide, dove svolge un'intensa attività coronata di successo.
Alla morte di papa Pio IX, nel conclave del 1878 Franchi è uno dei sostenitori della candidatura del cardinale Pecci, il quale, eletto e assunto il nome di Leone XIII, lo nomina subito proprio Cardinal Segretario di Stato. Egli si fa propugnatore di un cambiamento di rotta con una politica più moderata. Aveva già segnato alcuni successi sia in Baviera sia in Prussia, quando Franchi muore improvvisamente il 31 luglio 1878 per febbre malarica, non senza che qualcuno sospetti addirittura un avvelenamento. Fu sepolto al Cimitero del Verano.

## Genealogia episcopale e successione apostolica
La genealogia episcopale è:
- Cardinale Scipione Rebiba
- Cardinale Giulio Antonio Santori
- Cardinale Girolamo Bernerio, O.P.
- Arcivescovo Galeazzo Sanvitale
- Cardinale Ludovico Ludovisi
- Cardinale Luigi Caetani
- Cardinale Ulderico Carpegna
- Cardinale Paluzzo Paluzzi Altieri degli Albertoni
- Papa Benedetto XIII
- Papa Benedetto XIV
- Cardinale Enrico Enriquez
- Arcivescovo Manuel Quintano Bonifaz
- Cardinale Buenaventura Córdoba Espinosa de la Cerda
- Cardinale Giuseppe Maria Doria Pamphilj
- Papa Pio VIII
- Papa Pio IX
- Cardinale Alessandro Franchi

La successione apostolica è:
- Vescovo Louis Bel, C.M. (1865)
- Cardinale Benito Sanz y Forés (1868)
- Vescovo Pedro Núñez y Pernía, O.S.B. (1869)
- Vescovo Raffaele Capone, C.SS.R. (1874)
- Arcivescovo Domenico Bucchi-Accica (1874)
- Arcivescovo Camillo Sorgente (1874)
- Arcivescovo Antonio Maria Grasselli, O.F.M.Conv. (1874)
- Vescovo Michael O'Connor (1874)
- Cardinale Domenico Sanguigni (1874)
- Vescovo Giovanni Timoleone Raimondi, P.I.M.E. (1874)
- Vescovo Ludovico Marangoni, O.F.M.Conv. (1875)
- Vescovo Antonio Vincenzo Testa, O.F.M.Obs. (1875)
- Cardinale Giovanni Simeoni (1875)
- Arcivescovo Ambrose Notyn Darauni (1875)
- Vescovo Giuseppe Bugliari (1875)
- Arcivescovo Giuseppe Zaffino (1875)
- Vescovo Giovanni Battista Scalabrini (1876)
- Arcivescovo Cesare Roncetti (1876)
- Vescovo Andrija Ilić (1876)
- Patriarca Ludovico Piavi, O.F.M.Obs. (1876)
- Arcivescovo Ignazio Ghiurekian, C.A.M. (1877)
- Arcivescovo Alessandro Balgy, C.A.M. (1877)
- Cardinale Gaetano Aloisi Masella (1877)
- Cardinale Mario Mocenni (1877)
- Vescovo Daniele Comboni, F.S.C.I. (1877)
- Vescovo Francis Silas Marean Chatard (1878)
- Cardinale Guglielmo Sanfelice d'Acquavella, O.S.B. (1878)
- Vescovo Charles-Bonaventure-François Theuret (1878)